# May Edward Chinn
May Edward Chinn (15 de abril de 1896-1 de diciembre de 1980) fue la primera mujer afroestadounidense en graduarse como médico en la Escuela de Medicina de la Universidad de Nueva York y la primera afroestadounidense en realizar el internado en el Harlem Hospital Center. En su práctica privada brindó atención a pacientes que de otra forma no podrían recibir tratamiento. Fue un fuerte defensora de la detección temprana del cáncer.

## Primeros años y educación
Chinn nació en Great Barrington, Massachusetts, el 15 de abril de 1896. Su padre, William Lafayette, era hijo de un esclavo de una plantación en Virginia y escapó a la edad de 11 años. Su madre, Lulu Ann, hija de un esclavo y una nativa Chickahominy, trabajó como cocinera en la mansión de Long Island de la familia de joyeros de Tiffany. La familia Tiffany animó el interés de Chinn por la música. Durante su adolescencia asistió a conciertos musicales en la ciudad de Nueva York y aprendió a tocar el piano, además acompañó al cantante Paul Robeson a principios de la década de 1920. La familia Tiffany también le enseñó alemán y francés.
Su madre, que valoraba la educación, ahorró suficiente dinero de su trabajo para enviarla a Bordentown School, un internado de Nueva Jersey, hasta que Chinn enfermó de osteomielitis de la mandíbula. Permaneció en Nueva York después de su cirugía, pero era demasiado pobre para terminar la secundaria. A pesar de la falta de un diploma, tomó el examen de ingreso al Columbia Teachers College y lo aprobó, matriculándose en 1917.
Chinn estudió música, su primer amor, hasta que un profesor se burló de su raza, por considerarla impropia para interpretar música clásica. Por esa época recibió muchas alabanzas por un artículo científico que escribió sobre la disposición de aguas residuales, por lo que cambió su especialización a la ciencia. En su último año aseguró una posición a tiempo completo como técnica de laboratorio en patología clínica, por lo que completó sus estudios por la noche para graduarse con una licenciatura en Ciencias en 1921. Estudió Medicina en el Bellevue Hospital Medical College, convirtiéndose en la primera graduada afroestadounidense en 1926.

## Carrera
El Instituto Rockefeller estaba dispuesto a ofrecerle una beca de investigación hasta que se enteró de su raza, mientras que el Harlem Hospital Center fue la única institución médica en la ciudad que le ofreció un internado. Chinn fue la primera mujer afroestounidense en realizar el internado en este hospital y en acompañar a los paramédicos en las ambulancias. Sin embargo, tuvo que hacer frente a otro obstáculo cuando rechazaron sus privilegios para ejercer en el hospital, por lo que decidió establecer una práctica privada en su lugar, atendiendo pacientes en su consulta y a domicilio. Esta experiencia la impulsó a realizar una maestría en Salud Pública en la Universidad de Columbia en 1933.
Después de graduarse, Chinn se encontró con que ningún hospital le permitía privilegios para ejercer. El Instituto Rockefeller la había considerado seriamente para una beca de investigación hasta que descubrió que era negra. Con su tono de piel y su apellido, muchos asumían que era blanca o china. Más adelante le comentó a Muriel Petioni, expresidenta de la Society of Black Women Physicians, que los trabajadores negros la desairaban porque suponían que pasaba como blanca y no querían poner en riesgo su posición. El Harlem Hospital le otorgó privilegios para ejercer en 1940, debido en parte a la presión ejercida por el alcalde Fiorello La Guardia, quien buscaba la integración a raíz de los disturbios de Harlem de 1935.
La Clínica Strang contrató a Chinn para llevar a cabo investigaciones sobre el cáncer en 1944, ahí permanecería durante los siguientes 29 años. La Sociedad de Oncología Quirúrgica la invitó a convertirse en miembro y, en 1975, además creó una sociedad para promover que las mujeres afroestadounidenses asistieran a la escuela de medicina. Mantuvo su práctica privada hasta la edad de 81 años. Mientras asistía a una recepción en honor a un amigo en la Universidad de Columbia, sufrió un desmayo y murió el 1 de diciembre de 1980, a los 84 años.